# Farsetia
Farsetia Turra – rodzaj roślin należący do rodziny kapustowatych. Obejmuje 28 gatunków. Rośliny te występują w północnej i środkowej Afryce i południowo-zachodniej Azji, na obszarze od Maroka i Mauretanii po północno-zachodnie Indie. W Afryce równikowej zasięg rodzaju sięga do Kamerunu i Tanzanii, przy czym tam przedstawiciele rodzaju rosną na obszarach górskich.

## Morfologia

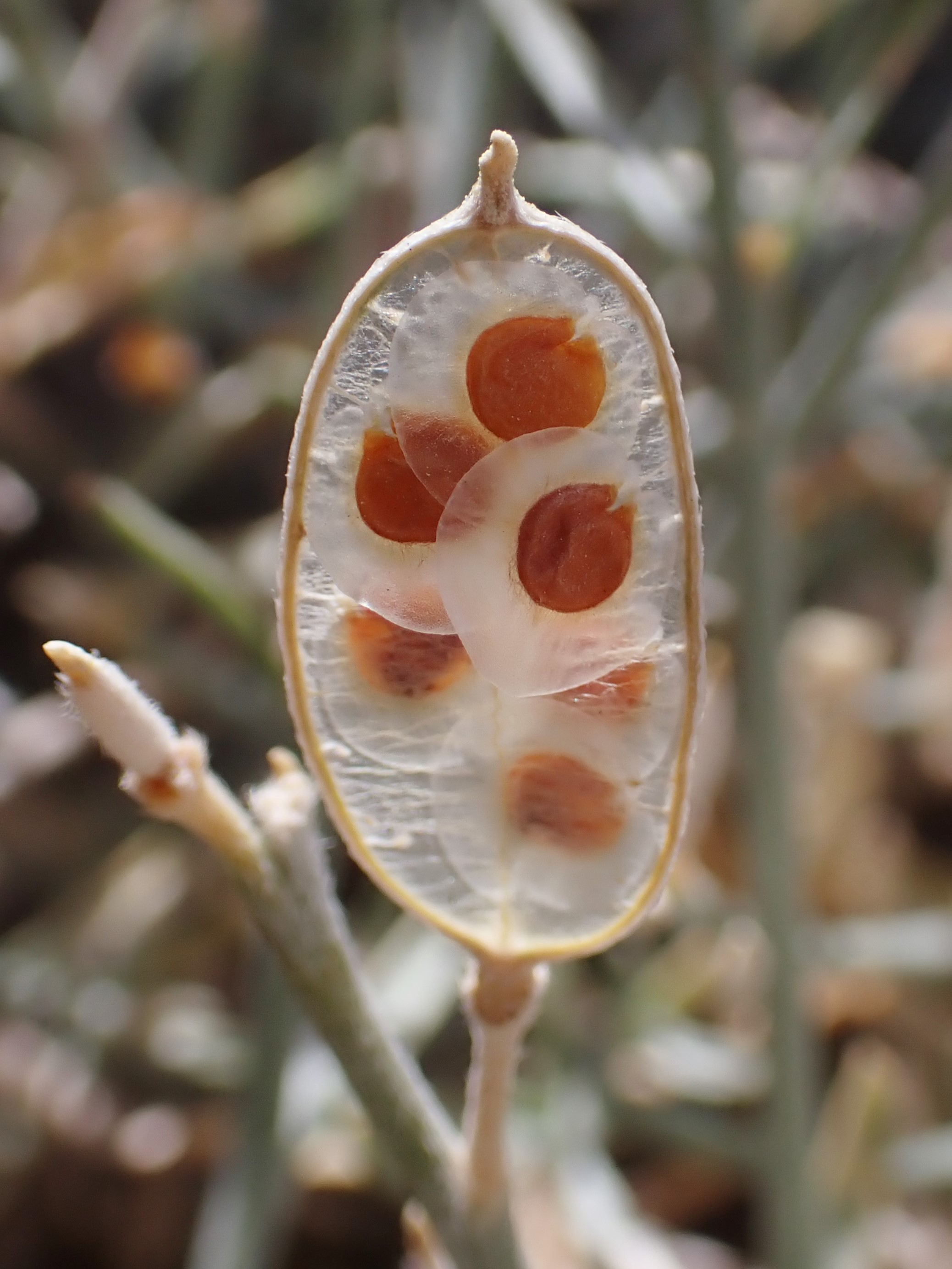
Owoc Farsetia aegyptia

PokrójZarówno rośliny zielne (jednoroczne i byliny), jak i półkrzewy i krzewy. Różne części roślin owłosione.
LiścieŁodygowe, siedzące. Blaszka całobrzega, równowąska do eliptycznej.
KwiatyZebrane w grono, zwykle luźne. Działki kielicha prosto wzniesione. Płatki korony cztery, białe do fioletowych, rzadziej żółtawe, pomarańczowe do brązowych, zaokrąglone do równowąskich. Pręcików 6, czasem niemal równej długości (bardzo słabo zaznaczona czterosilność), z równowąskimi pylnikami. Zalążnia górna z 5–40 zalążkami, zwieńczona szyjką słupka różnie wykształconą – czasem okazałą, czasem zredukowaną, na szczycie z całobrzegim lub łatkowanym znamieniem.
OwoceŁuszczyny i łuszczynki, od równowąskich po jajowate do kulistych, wzniesione do odstających.

## Systematyka
Pozycja systematyczna
Rodzaj należy do rodziny kapustowatych (Brassicaceae), a w jej obrębie do plemienia Anastaticeae.
Wykaz gatunków
- Farsetia aegyptia Turra
- Farsetia assadii Kavousi
- Farsetia burtoniae Oliv.
- Farsetia cornus-africani Jonsell
- Farsetia dhofarica Jonsell & A.G.Mill.
- Farsetia divaricata Jonsell
- Farsetia ellenbeckii Engl.
- Farsetia emarginata Jonsell
- Farsetia fruticans Jonsell & Thulin
- Farsetia heliophila Bunge ex Coss.
- Farsetia inconspicua A.G.Mill.
- Farsetia jacquemontii Hook.f. & Thomson
- Farsetia latifolia Jonsell & A.G.Mill.
- Farsetia linearis Decne. ex Boiss.
- Farsetia longisiliqua Decne.
- Farsetia longistyla Baker
- Farsetia macrantha Blatt. & Hallb.
- Farsetia nummularia Jonsell
- Farsetia occidentalis B.L.Burtt
- Farsetia pedicellata Jonsell
- Farsetia robecchiana Engl.
- Farsetia socotrana B.L.Burtt
- Farsetia somalensis (Pax) Engl. ex Gilg & Benedict
- Farsetia spinulosa Jonsell
- Farsetia stenoptera Hochst.
- Farsetia stylosa R.Br.
- Farsetia tenuisiliqua Jonsell
- Farsetia undulicarpa Jonsell